# Nizã Almulque
Abu Ali Haçane ibne Ali de Tus (Tus (Império Gasnévida), 10 de abril de 1018 - Sané (Império Seljúcida), 14 de outubro de 1092), mais conhecido por seu título honorífico de Nizã Almulque (em persa: نظام‌الملک; romaniz.: Nizam al-Mulk; lit. 'Ordem do Reino'), foi um erudito e vizir persa do Império Seljúcida no século XI. Saindo de uma posição inferior, foi o governante de fato do império por 20 anos após o assassinato de Alparslano em 1072, servindo como o arquetípico "bom vizir" da história islâmica.
Um de seus legados mais importantes foi a fundação de madraças em cidades por todo o Império Seljúcida. Esses foram chamados de nezamiés ("nezamiyehs) em sua honra. Escreveu Siasatnama (Siyasatnama) ou Livro do Governo, um tratado político que usa exemplos históricos para discutir justiça, governo eficaz e o papel do governo na sociedade islâmica.